# Betty Blue - 37°2 på morgonen
Betty Blue - 37°2 på morgonen (franska: 37°2 le matin) är en fransk dramafilm från 1986 i regi av Jean-Jacques Beineix.
Filmen baseras på Philippe Djians roman med samma namn.

## Roller (urval)
- Jean-Hugues Anglade – Zorg
- Béatrice Dalle – Betty
- Gérard Darmon – Eddy
- Consuelo De Haviland – Lisa
- Clémentine Célarié – Annie
- Jacques Mathon – Bob
- Vincent Lindon – Richard
- Claude Confortès – bungalowägaren
- Philippe Laudenbach – förläggaren
- Raoul Billeray – polisen
- André Julien – Georges
- Dominique Pinon – langaren